# FC Oberwinterthur
Der FC Oberwinterthur ist ein Schweizer 3. Liga-Fussballverein aus dem Winterthurer Kreis Oberwinterthur. Der Klub ist ein ehemaliger Teilnehmer der zweithöchsten Schweizer Liga 1922/23.

## Geschichte
Ein erster Verein mit dem Namen FC Oberwinterthur wurde im Jahr 1909 gegründet. In welcher Liga der Verein spielte ist wenig bekannt, da es kaum Chroniken aus diesen Jahren für die zweithöchste Liga gibt, jedoch ist eine Teilnahme an der Serie Promotion, der damals zweithöchsten Liga, in der Saison 1922/23 bekannt. In der Saison 1923/24 verlor der Verein die Promotionsspiele in die Serie A gegen Blue Stars Zürich.
1925 kam es zu einer Fusion mit dem alten FC Tössfeld zum Winterthurer Sportverein (WSV). Nach der Fusion konnte der WSV als Gruppensieger der Serie Promotion am Ende der Saison 1925/26 an den Aufstiegsspiele in die Serie A teilnehmen, scheiterte dabei aber klar am Lokalrivalen SC Veltheim mit 7:0 und 7:2. 1927 kam man noch in das Cup 1/16-Final, wo man gegen den BSC Old Boys Basel ausschied, jedoch klassierte sich der Klub ansonsten auf den letzten Plätzen. Nach zwei Saisons in der Serie Promotion als Winterthurer Sportverein löste sich der Verein wegen Spielermangels und Platzproblemen im FC Winterthur auf.
In einem zweiten Anlauf wurde am 19. Dezember 1934 von engagierten Jugendlichen wieder ein neuer FC Oberwinterthur gegründet. Der neu gegründete Klub blieb jedoch die längste Zeit in den unteren Ligen und kam nie weiter als bis zur vierthöchsten Liga rauf. 1949 wurde der Sportplatz Talwiesen mit einem Freundschaftsspiel gegen den FC Bayern München (0:6 für Bayern) eingeweiht, 1957 kam mithilfe von Toto-Geldern und Freiwilligenarbeit ein Klubhaus hinzu. 1964 wurde gegen den FC Amriswil bei einem Spiel vor 2200 Zuschauern ein Aufstieg in die 1. Liga knapp verpasst. 1987 wechselte man auf den heutigen Sportplatz Hegmatten im gleichnamigen Quartier – auf dem Sportplatz Talwiesen spielt heute unter anderem der SC Hegi Winterthur.